# جوناس تومسن
جوناس تومسن (بالدنماركية: Jonas Thomsen)‏ (5 فبراير 1991 بالدنمارك - ) هو لاعب كرة قدم دانمركي في مركز الوسط. لعب مع نادي سيلكيبورج وHolbæk B&I ‏ ونادي كويه ‏ وفيستزيلند ‏ وSvebølle BI 2016 ‏.

## وصلات خارجية
- جوناس تومسن على موقع قاعدة بيانات كرة القدم.إي يو (الإنجليزية)
- جوناس تومسن على موقع Soccerway.com (الإنجليزية)